# Фотіс Папуліс
Фотіс Папуліс (грец. Φώτης Παπουλής, нар. 22 січня 1985, Афіни) — грецький і кіпрський футболіст, нападник клубу «Омонія» і національної збірної Кіпру.

## Клубна кар'єра
У дорослому футболі дебютував 2006 року виступами за команду «Ахарнаїкос», в якій провів два сезони. 
Згодом з 2008 по 2012 рік грав за «Ламію», «Панахаїкі», «Пантракікос» та ОФІ.
Влітку 2012 року перебрався на Кіпр, уклавши однорічну угоду з лімасольським «Аполлоном». У новій команді швидка став одним з лідерів атак і згодом неодноразово подовжував контракт. Загалом відіграв за клуб з Лімасола вісім сезонів кар'єри, протягом яких взяв участь у 185 матчах кіпрської першості, у яких став автором 78 голів (0,42 гола за гру чемпіонату).
Влітку 2020 року уклав дворічний контракт з «Омонією», у складі якої в сезоні 2020/21 здобув свій перший титул чемпіона Кіпру.

## Виступи за збірну
Після багаторічних виступів на Кіпрі отримав громадянство цієї країни і 2018 року дебютував в офіційних матчах у складі національної збірної Кіпру.
| Дата       | Місто      | Господарі  | Результат | Гості      | Турнір                               | Голи | Примітки |
| ---------- | ---------- | ---------- | --------- | ---------- | ------------------------------------ | ---- | -------- |
| 6-9-2018   | Осло       | Норвегія   | 2 – 0     | Кіпр       | Ліга націй УЄФА 2018-2019 - 1-й етап | -    |          |
| 9-9-2018   | Нікосія    | Кіпр       | 2 – 1     | Словенія   | Ліга націй УЄФА 2018-2019 - 1-й етап | -    |          |
| 13-10-2018 | Софія      | Болгарія   | 2 – 1     | Кіпр       | Ліга націй УЄФА 2018-2019 - 1-й етап | -    | 75'      |
| 16-10-2018 | Любляна    | Словенія   | 1 – 1     | Кіпр       | Ліга націй УЄФА 2018-2019 - 1-й етап | 1    | 73'      |
| 21-3-2019  | Нікосія    | Кіпр       | 5 – 0     | Сан-Марино | Відбір до ЧЄ 2020                    | -    | 55'      |
| 24-3-2019  | Нікосія    | Кіпр       | 0 – 2     | Бельгія    | Відбір до ЧЄ 2020                    | -    |          |
| 6-9-2019   | Нікосія    | Кіпр       | 1 – 1     | Казахстан  | Відбір до ЧЄ 2020                    | -    | 90'      |
| 9-9-2019   | Серраваллє | Сан-Марино | 0 – 4     | Кіпр       | Відбір до ЧЄ 2020                    | 1    | 46'      |
| 10-10-2019 | Нур-Султан | Казахстан  | 1 – 2     | Кіпр       | Відбір до ЧЄ 2020                    | -    | 88'      |
| 13-10-2019 | Нікосія    | Кіпр       | 0 – 5     | Росія      | Відбір до ЧЄ 2020                    | -    | 79'      |
| 16-11-2019 | Нікосія    | Кіпр       | 1 – 2     | Шотландія  | Відбір до ЧЄ 2020                    | -    |          |
| 19-11-2019 | Брюссель   | Бельгія    | 6 – 1     | Кіпр       | Відбір до ЧЄ 2020                    | -    | 81'      |
| 24-3-2021  | Нікосія    | Кіпр       | 0 – 0     | Словаччина | Відбір до ЧС 2022                    | -    | 76'      |
| 27-3-2021  | Рієка      | Хорватія   | 1 – 0     | Кіпр       | Відбір до ЧС 2022                    | -    | 67'      |
| 30-3-2021  | Строволос  | Кіпр       | 1 – 0     | Словенія   | Відбір до ЧС 2022                    | -    | 82'      |
| 4-6-2021   | Будапешт   | Угорщина   | 1 – 0     | Кіпр       | товариський матч                     | -    | 71'      |
| 7-6-2021   | Харків     | Україна    | 4 – 0     | Кіпр       | товариський матч                     | -    | 61'      |
| Усього     |            | Матчів     | 17        |            | Голів                                | 2    |          |

## Титули і досягнення
- Чемпіон Кіпру (1):

«Омонія»: 2020-21
- Володар Кубка Кіпру (5):

«Аполлон»: 2012-13, 2015-16, 2016-17
«Омонія»: 2021-22, 2022-23
- Володар Суперкубка Кіпру (3):

«Аполлон»: 2016, 2017
«Омонія»: 2021